# 古龍
古 龍（ク・ルン、1938年6月7日 - 1985年9月21日）は、台湾の武俠小説作家。本名は熊 耀華。金庸、梁羽生と並んで新派武俠小説の三大家と称される。生年については1938年と言われているが、1936年とする説もある（戸籍上は1941年）。出身地は香港。後に台湾へ移住。没年は1985年9月21日。

## 略歴
- 香港で幼少時代を過ごし、13歳の時に台湾に移住。
- 1952年、両親が離婚。
- 1956年、文壇デビュー。当時は武俠小説は書いていなかった。
- 1960年、『蒼穹神剣』以降、武俠小説を書くようになる。
- 1977年、肝臓を壊す。この頃から体調が下り坂になる。
- 1980年、台北市北投のホテル「吟松閣」にて酒の席でトラブルを起こし、手と腹部を刺され重傷を負う。古龍はこのとき2リットルほど失血し、搬送先の病院で手当てを受けるが、肝炎の患者の血液を輸血されたことによって自身も肝炎に感染してしまう。これ以降の古龍名義の作品は、ほぼ全てが代筆と言われる。
- 1985年、私生活でも武俠小説の世界を地で行くような無頼な生き方をしていたが、この年に病死。

酒を呑まない日はなかったと言われるほど酒を愛し、金遣いも相当に派手。毎日のように友人を招いては散財していた。金がなくなると原稿料を前借し、それを一日で使い切ったなど、豪快な逸話が多い。身長154cmという小柄かつ肥満な体格で、「猪八戒」という渾名で呼ばれることもあった。女性関係についても4度の結婚をしており、各作品の影には1人ずつの女性がいるなどと言われるほど。
「小説を書くのは金のため」と公言してはばからず、もともと小説を書き始めた原因は大学時代に生活費を稼ぐためだった。同じく武俠小説家の金庸とは異なり、作品の権利を売却したり借金の担保にしたり、また名義貸し、代作もさせていた。そのため、日本語訳については1つの会社で扱うことはできず、小学館やコーエーなど複数の会社から出版されている。
古龍名義で出版された小説は160ほどあると言われるが、古龍自身が手がけた作品は60あまりだと言われる。これが原因で、古龍の死後に著作権料を巡るトラブルが多数発生しており、映画会社や出版社のみならず、最初の妻である鄭月霞との間に儲けた長男・鄭小龍と、3番目の妻である梅宝珠との間に儲けた三男・熊正達ら親族間でも裁判が起こる結果となった（後に和解）。

## 家族関係
親兄弟
- 熊飛（熊鵬声）
父。古龍が高校に入学したときに古龍の継母であった張秀碧と離婚、愛人を作って家を出て行く。自分や家族を捨てて出て行った熊飛のことを、古龍は心の底から憎んでいたと言われている。後に古龍が飲酒で体を壊して入院した時に、パーキンソン病を患った熊飛と再会、涙を流して父を抱擁し、これを許したという。
- 熊暁燕
妹。古龍には3人の妹（暁雲、暁燕、小毛）と1人の弟（国華）がいたが、古龍は彼らの中でも暁燕をことのほか愛しており、親族内で古龍の臨終に立ち会ったのは彼女1人とされる。

妻
- 鄭月霞
最初の妻。職業はダンサー。古龍が大学在学中に知り合い、結婚。後に長男の鄭小龍をもうけるが、古龍の度重なる浮気に耐えかね、離婚した。
- 葉雪
2番目の妻。職業はダンサー。中国人の父親と日本人の母親の間に生まれた日中のハーフ。次男の葉怡寛をもうけるが、古龍の度重なる浮気に耐えかね、離婚した。
- 梅宝珠
3番目の妻。古龍との間に三男の熊正達をもうけるが、古龍が趙青青や孫玲玲との間に起こしたスキャンダルが明るみに出たことで、離婚した。後に古龍が設立した映画会社「宝龍」は、妻である宝珠と古龍の名前から1文字ずつ取って付けたといわれる。古龍は4人の妻のうち、この宝珠を最も愛したと言われており、彼が正式に妻として登記を行った女性は宝珠ひとりだけである。
- 于秀玲
4番目の妻。教養に溢れ、文才豊かな少女だったと言われる。古龍の臨終に立ち会った一人。

子供
- 熊小龍（鄭小龍）
長男。警察官。非嫡出子として生まれたが、DNA鑑定の結果、古龍の子であることが証明された。柔道の名手として知られ、世界警察柔道大会では4度の金メダルに輝いた。
父である古龍に対しては、「作家としては天才だったが父としては最低の男だった」と評したと言う。
- 葉怡寛（張怡寛）
次男。
- 熊正達（王仁達）
古龍の三男。職業軍人。

## 作風
主人公の成長を描く金庸に対し、古龍の描く作品では主人公は物語が始まった時点で人格・武術ともに完成しているものが多い。さらに言えば、主人公たちの過去も明らかでないことが多く、彼らがどういう修行をしたのか、少年時代はどういう人物だったのかなども語られることは少ない。さらに比較すれば、主人公とヒロインと成長と恋愛を描く金庸に対し、古龍は男女の恋愛よりむしろ男同士の友情を描く傾向にある。特に「友達」には独特の重みが加えられており、主人公には頼りになる友達がいることが多い。
ただし、この傾向は1960年代後半以降の中期作品に見られるものであり、初期の『蒼穹神剣』から中期の『名剣風流』『浣花洗剣録』頃までの作品においては、「成長していく主人公」などのいわゆるオーソドックスな武俠小説のスタイルを踏襲した作風がほとんどである。完成した人格の主人公、頼りになる相棒、男同士の友情といった、いわゆる中期以降の古龍作品のテンプレートともいうべきスタイルは、1966年に発表された『武林外史』がその雛形とされる。主人公である沈浪、相棒の熊猫児、ヒロインの朱七七といったキャラクター達の造形は、楚留香や小李飛刀、陸小鳳シリーズ等の古龍作品にも踏襲されている。
文体についてはかなり特徴があり、カメラを意識したような視覚的なものとなっている。また、地の文や人物の台詞で「人間ってものは…」、「つまり女ってのは…」と大上段なテーゼが語られ、それがハードボイルドな魅力となっている。中国では、この台詞などを抜き出して、古龍箴言集までが出版されている。
当時の台湾の政情も起因してか、古龍の作品には具体的な事件や人物が挙げられることが少ないとされる。登場人物はほぼ全員が架空の人物であるが、それゆえに癖のある魅力的な人物が多数登場し「香港の金庸、台湾の古龍」と呼ばれるほどの人気を呼んだ。

## 著作リスト

### 初期武俠小説
- 蒼穹神剣（1960年）
- 月異星邪（1960年）
- 剣毒梅香（河洛一剣）（1960年。上官鼎による代筆）
- 剣気書香（1960年。墨餘生による代筆）
- 湘妃剣（1960年-1963年）
- 孤星伝（1960年-1963年）
- 失魂引（1960年）
- 遊俠録（1960年）
- 護花鈴（1962年）
- 神君別伝（1963年）
- 彩環曲（1961年-1963年）
- 残金缺玉（1960年。未完）
- 飄香剣雨（1963年-1965年）
- 剣玄録（1962年-1963年。温玉による代筆）
- 剣客行（1962年-1963年）
- 浣花洗剣録（1964年-1966年）
- 情人箭（怒剣）（1963年-1964年）
- 大旗英雄伝（鉄血大旗）（1963年-1965年）

### 中後期武俠小説
- 武林外史（1966年）
- 名剣風流（1965年。末尾は喬奇による代筆）
- 絶代双驕（1966年-1969年。末尾は喬奇による代筆） - 日本語訳刊行
- 観楽英雄（1971年） - 日本語訳刊行
- 大人物（1971年）
- 流星・蝴蝶・剣（1970年-1971年）
- 七殺手（1973年）
- 剣・花・煙雨江南（1973年）
- 三少爺的剣（1975年）
- 剣気厳霜（奇士伝による代筆）
- 白玉老虎 - 日本語訳刊行『聖白虎伝』
- 白玉雕龍（1981年。中碎梅による代筆）
- 大地飛鷹（1976年）
- 円月彎刀（1977年。11章以降、司馬紫煙による代筆）
- 英雄無涙（1978年）
- 七星龍王（1978年。蔡興国による代筆）
- 風鈴中的刀声（1980年。末尾は于東楼による代筆）
- 怒剣狂花（1982年。丁情による代筆）
- 那一剣的風情（1983年。丁情による代筆）
- 碧血洗銀槍（1976年）
- 菊花的刺（1985年。楚烈による代筆）
- 鉄剣紅顔（龍乗風による代筆）
- 江湖奇譚（吸血蛾）（1975年。黄鷹による代筆）
- 金剣残骨令
- 名流剣客没羽録（代筆。実作者不詳）

### 小李飛刀シリーズ
- 多情剣客無情剣 - 日本語訳刊行
- 辺城浪子 - 日本語訳刊行
- 九月鷹飛（1974年）
- 天涯・明月・刀（1975年）
- 辺城刀声（1983年。丁情による代筆）
- 飛刀、又見飛刀（1981年。古龍の口述を丁情が編集したもの）

### 蕭十一郎シリーズ
- 蕭十一郎（1973年）
- 火併蕭十一郎（1976年）

### 楚留香シリーズ
- 血海飄香（1969年）
- 大沙漠（1970年）
- 画眉鳥（1971年）
- 借屍還魂 - 日本語訳刊行（後述の「蝙蝠伝奇」と合本）
- 蝙蝠伝奇 - 日本語訳刊行
- 桃花伝奇（1973年）
- 新月伝奇（1979年）
- 午夜蘭花（1980年）

### 陸小鳳シリーズ
- 陸小鳳伝奇（金鵬王朝） - 日本語訳刊行
- 繍花大盜 - 日本語訳刊行
- 決戦前後 - 日本語訳刊行
- 銀鉤賭坊（1977年）
- 幽霊山荘（1977年）
- 鳳舞九天（1978年-1979年。蔡興国による代筆）
- 剣神一笑（1981年。古凌による代筆）

### 七種武器シリーズ
- 長生剣（1974年）
- 孔雀翎（1974年。代筆）
- 碧玉刀（1974年）
- 多情環（1974年）
- 霸王槍（1975年）
- 拳頭（憤怒的小馬）（1976年）
- 離別鉤（1978年）

### 大武俠時代シリーズ
- 賭局、狼牙、追殺（1984年）
- 紫煙、群狐（1984年）
- 銀雕、海神（1984年）

### 驚魂六記シリーズ
- 血鸚鵡（1974年。6章以降、黄鷹による代筆）
- 天魔刀（黄鷹による代筆）
- 黒蜥蜴（黄鷹による代筆）
- 水晶人（黄鷹による代筆）
- 粉骷髏（黄鷹による代筆）
- 羅刹女（黄鷹による代筆）
- 無翼蝙蝠（黄鷹による代筆）

### 武俠小説以外
- 従北国到南国（1956年。古龍のデビュー作）
- 絶不低頭（1975年）
- 誰来跟我乾杯

## 日本語訳
- 歓楽英雄（全3巻、訳：中田久美子、学習研究社、1999年）
- マーベラス・ツインズ（全3巻、原題：絶代双驕、訳：川合章子、画：藤田香、GAMECITY文庫（コーエー））
- マーベラス・ツインズ契（全4巻、原題：絶代双驕、訳：川合章子、画：藤田香、GAMECITY文庫（コーエー））
- 聖白虎伝（全4巻、訳：寺尾多美恵、エニックスアジアンファンタジーノヴェルズ、1999年）

楚留香シリーズ
- 楚留香 蝙蝠伝奇（全3巻、訳：土屋文子、小学館文庫、1998年）

小李飛刀シリーズ
- 多情剣客無情剣（全2巻、訳：岡崎由美、角川書店、2002年）
- 辺城浪子（全4巻、訳：岡崎由美、小学館文庫、1999年）

陸小鳳伝奇シリーズ
- 金鵬王朝 陸小鳳伝奇シリーズ1（訳：阿部敦子・岡崎由美、早稲田出版、2006年5月）
- 繍花大盗 陸小鳳伝奇シリーズ2（訳：岡崎由美、早稲田出版、2006年5月）
- 決戦前後 陸小鳳伝奇シリーズ3（訳：岡崎由美、早稲田出版、2006年11月）

## 映像化作品
- 『浣花洗剣録』 中国ドラマ 2007年
- 『大旗英雄伝』 中国ドラマ 2006年
- 『絶代双驕』映像化作品
- 『大人物』 → 『流星剣侠伝 大人物』 中国ドラマ 2007年
- 『流星・蝴蝶・剣』 → 『流星胡蝶剣』 香港映画 1976年、『新流星蝴蝶剣』 香港・台湾合作映画 1993年、『流星胡蝶剣』 中国ドラマ 2010年
- 『七殺手』 → 『ファイナル・ドラゴン』（『キラー・ドラゴン 流星拳』） 香港映画 1976年
- 『剣・花・煙雨江南』 → 『成龍拳』 香港映画 1977年
- 『三少爺的剣』 → 『修羅の剣士』 中国・香港合作映画 2016年
- 『多情剣客無情剣』映像化作品
- 『天涯・明月・刀』 → 『マジック・ブレード』 香港映画 1976年、『天涯明月刀』 中国ドラマ 2012年、『天涯明月刀』 オンラインゲーム（日本未発売）
- 『楚留香』映像化作品
- 『陸小鳳』 → 『決戦・紫禁城』 香港映画 2000年
- 『拳頭（憤怒的小馬）』 → 『ジャッキー・チェンの飛龍神拳』 香港映画 1978年

## 参照
1. 1 2  “古龍（中文百科大全）” (zn). 2012年7月20日閲覧。